# Tosales de Almatret y Riba Roja
Tosales de Almatret y Riba Roja (en catalán Tossals d'Almatret i Riba Roja) es un espacio natural protegido español situado en la provincia de Lérida, Cataluña, que ha sido declarado lugar de importancia comunitaria y espacio de interés natural de Cataluña (PEIN). Está ubicado íntegramente dentro del municipio de Almatret, en la comarca del Segriá. Los Tosales de Almatret muestran un conjunto de laderas calcáreas sobre el río Ebro, aguas abajo de la confluencia del río Segre, que comprende la parte oriental de la ribera del Ebro entre el barranco de Canot y el límite con Aragón. El espacio ocupa 917,5 ha con un perímetro de 19,8 km -5,5 de los cuales forman la frontera con Aragón en esta zona, siguiendo el Ebro-, fue declarado espacio de interés natural en el DOGC nº 3191 de 26 de julio de 2000. por otro lado, y conjuntamente con el espacio natural de Riba Roja, forma parte de la red Natura 2000.
El espacio de Riba Roja está situado entre tres comarcas Ribera de Ebro, Segriá y Tierra Alta y cinco municipios Almatret, Fatarella, Puebla de Masaluca, Ribarroja de Ebro y Villalba de los Arcos. Comprende las laderas calcáreo-margosos de las sierras de la zona, que se extiende a ambos lados del Ebro e incluye la confluencia del río Matarraña y una parte del embalse de Ribarroja. Ocupa 6556,05 ha con un perímetro de 55,6 km, unos 6 de los cuales forman la frontera con Aragón en esta zona.

## Biodiversidad
La función principal de los espacios naturales protegidos de Cataluña es conservar muestras representativas de la fauna, la flora y los hábitats propios del territorio, de forma que se puedan desarrollar los procesos ecológicos que dan lugar a la biodiversidad -la amplia variedad de ecosistemas y seres vivos: animales, plantas, sus hábitats y sus genes-. Los cerros de Almatret se encuentran en las sierras marginales de la depresión Central de poniente y muestran el tránsito entre las maquias continentales y el carrascal. Conservan un buen paisaje de pinar, así como islotes forestales de interés.

## Vegetación
La parte del Espacio no cultivada está cubierta por un bosque poco denso de pino carrasco (Pinus halepensis), con sotobosque de maquias continentales de carrasca y espino negro y de matorrales calcícolas. Los pinares toman un gran desarrollo en las umbrías, a menudo enriquecidas con plantas más marítimas como la Viburnum tinus y la Pistacia lentiscus. Las solanas, los pinares pierden importancia y, junto a las maquias y matorrales, aparecen lastonares y baldíos terofíticos con caracteres de una continentalidad más acusada. Este Espacio presenta el interés de conservar una buena muestra del paisaje de pinar, como importantes islotes forestales situados en un lugar donde el bosque es muy raro. El espacio de Almatret acoge un área de gran importancia biogeográfica como centro de conservación de especies endémicas. En estos bosques encuentran refugio especies como la genista biflora, Digitalis obscura, Veronica tenuifolia o la Teucrium aragonense.
El espacio de Riba Roja acoge una gran riqueza de especies meridionales y continentales típicas de la zona, y son numerosas las especies vegetales de gran interés biogeográfico: el pino blanco comparte espacio con varias especies de afinidad marítima como son los Arbutus unedo,el Viburnum tinus y la Phyllirea. El sotabosque del pinar está formado por las maquias continentales de carrasca y espino negro y por las malezas calcícolas de romero, y también se encuentran cañaverales y sauces.

## Fauna
La situación de este Espacio forestal en las orillas del río Ebro ofrece una diversidad de biotopos característicos que hacen posible la vida de una fauna rica y variada.
En cuanto a los vertebrados, están presentes especies ligadas a ambientes esteparios y otros típicamente mediterráneas: collalba negra (Oenanthe leucura), carraca (Coracias garrulus), lagarto ocelado (Lacerta lepida) y víbora hocicuda (Vipera latasti). De la fauna invertebrada, poco conocida, hay que destacar la presencia de algunas especies raras de insectos heterópteros.
En la zona de Riba Roja en cuanto a la fauna, gracias en parte a la diversidad de hábitats que presenta, su situación geográfica y la considerable extensión de un paisaje poco humanizado, es rica y variada, con notables especies de mamíferos de los bosques mediterráneos -nutria, colina, varias especies de murciélagos- y numerosas especies de aves que tienen su área de cría y alimentación; se puede encontrar el milano negro, el alimoche, el búho, el alcaraván, el martín pescador y el buitre, entre otros. En cuanto a la vida acuática, se puede destacar el barbo, la madrilla, el bagre, el gobio o la babosa de río, además de especies introducidas como el lucio y el siluro. Hay que mencionar también el molusco Naiade auriculada de la familia margaritiferidae, muy raro en Cataluña.

## Economía
En este Espacio, se llevan a cabo básicamente actividades agrícolas y hay pequeñas parcelas de cultivos arbóreos de secano (almendros y olivos). También se practica la caza. Antiguamente presentaba pequeños aprovechamientos mineros y por ello se encuentran las edificaciones mineras. Atraviesan varias pistas y caminos que contienen algunas construcciones agropecuarias.